# Nicolas Langelier
Pour les articles homonymes, voir Nicolas Langelier (évêque) et Langelier.
Nicolas Langelier est un journaliste, auteur, chroniqueur et éditeur canadien, né à Montréal en 1973. Il est le cofondateur, éditeur et rédacteur en chef du magazine Nouveau Projet et dirige la maison d'édition Atelier 10, qu'il a aussi fondée.

## Éducation
Nicolas Langelier détient un baccalauréat en communication (profil télévision) de l'Université du Québec à Montréal, où il a entre autres eu Pierre Bourgault comme professeur. Il avait précédemment obtenu un diplôme collégial en graphisme.

## Carrière
En tant que journaliste, Langelier a collaboré à des magazines comme L'Actualité, Châtelaine et enRoute, ainsi qu'au quotidien La Presse, où il a tenu des chroniques comme Actuelités, Questions existentielles et Dix mille choses qui sont vraies. À la radio, on l'a entre autres entendu aux émissions Indicatif présent et Christiane Charette en direct, à Radio-Canada. Il a aussi été rédacteur en chef adjoint de l'hebdomadaire culturel Ici Montréal.
Il est le fondateur du magazine P45 qui, entre le printemps 2000 et l'automne 2003, a publié onze numéros papier avant de cesser ses activités imprimées pour devenir un webzine jusqu'à sa disparition 2011.
Il tient un blogue personnel de 2005 à 2012.
Il a été président de l'Association des journalistes indépendants du Québec de 2007 à 2011. On lui doit entre autres les efforts qui ont mené au rapport du Groupe de travail sur le journalisme et l'avenir de l'information (qui a fait de sa recommandation numéro 2 le droit à la négociation collective pour les journalistes indépendants), la relance du recours collectif contre les principaux éditeurs québécois, l'établissement d'un contrat type pour tous les journaux du groupe Gesca, le redressement des finances de l'AJIQ et l'augmentation substantielle de son membership. Il est aussi l'instigateur des Grands prix du journalisme indépendant.
Il siège toujours au conseil d'administration de la Fédération professionnelle des journalistes du Québec depuis 2009, sur celui de Copibec depuis 2007 et sur celui du magazine Maisonneuve depuis 2010.

## Prix et honneurs
En 2007, il est devenu le premier récipiendaire de la bourse La Vie en rose, créée par les anciennes dirigeantes du défunt magazine féministe du même nom. L'essai écrit avec l'aide de cette bourse, De l'utilisation du mot pute par la jeune femme moderne, a reçu une mention d'honneur aux prix du magazine canadien (en) en 2008. Il a aussi été finaliste à ces mêmes prix en 2012 dans la catégorie Reportages et en 2014 dans la catégorie Essais, pour son texte Solstice +20. 
En 2011, il a été finaliste pour le prix des libraires du Québec pour Réussir son hypermodernité et sauver le reste de sa vie en 25 étapes faciles. Le roman a été le cinquième plus recommandé par les Québécois en 2010, selon un sondage CROP-La Presse. Une version allemande du roman est en préparation, de même qu'une adaptation cinématographique.
Dans l'hebdomadaire Voir, le chroniqueur Steve Proulx a qualifié Nicolas Langelier de voix de sa génération.
En mai 2013, le magazine Châtelaine l'a sélectionné parmi sa liste des « hommes qu'on aime ».
En juin 2015, aux prix du magazine canadien, Nouveau Projet a remporté le titre de magazine de l'année au Canada. C'était la première fois qu'un magazine francophone remportait ce titre. Nouveau Projet a aussi été finaliste à ce même titre en 2014 et 2016.